# George P. MacKenzie
Pour les articles homonymes, voir George MacKenzie.
George Patton MacKenzie (né en 1873 et mort en 1954) est un éducateur et un homme politique du Yukon. Il a été commissaire du Yukon de 1912 à 1923.
Né à Malagash (Nouvelle-Écosse) (en), MacKenzie déménage au Yukon lors de la ruée vers l'or du Klondike. Il y fonde et dirige la première école secondaire. Plus tard, il sera superviseur des écoles du territoire.
MacKenzie commence à travailler au bureau du Gold Commissioner en 1904. En 1912, il obtient le poste de Gold Commissioner, qu'il occupe jusqu'en 1923. Cette année-là, il devient commandant des Eastern Arctic Explorations pour le gouvernement canadien et supervise des expéditions en Arctique. Il occupe ce poste jusqu'en 1931, année ou il prend sa retraite.